# Colin Campbell (homme politique)
Pour les articles homonymes, voir Colin Campbell et Campbell.
Colin Campbell (9 mars 1853 - 18 juin 1895) est un homme politique libéral écossais qui siège à la Chambre des communes de 1878 à 1885.

## Biographie

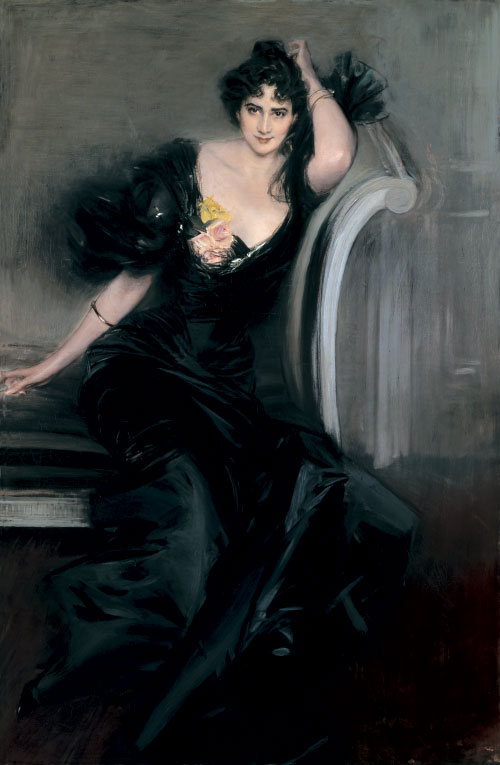
Lady Colin Campbell (1897) par Giovanni Boldini

Campbell est le cinquième fils de George Campbell (8e duc d'Argyll), et de son épouse Elizabeth Georgiana, fille de George Sutherland-Leveson-Gower (2e duc de Sutherland). Il fait ses études au Collège d'Eton, à l'Université de St Andrews et Trinity College, Cambridge. Il entre au Middle Temple en 1875 et est lieutenant dans le 2nd Argyll Rifle Volunteers. Il entre au Parlement pour l'Argyllshire en 1878, siège qu'il occupe jusqu'en 1885. Un certain nombre d'électeurs de Campbell sont déçus par lui, adoptant une parodie d'une chanson traditionnelle sur la famille Campbell : "Mais leur but et leur revendication, qui sont une seule et même,/sont fondées sur des mensonges de sable, vous savez. /Les Campbell sont rusés, oho, oho . ." . L'une des conséquences de l'impopularité de Campbell est que son frère, le marquis de Lorne, gendre de la reine Victoria, qui a auparavant été député d'Argyllshire et cherche à revenir à la politique après avoir été gouverneur général du Canada, se sent contraint de trouver un siège en dehors de l'Ecosse. Il se présente comme candidat libéral dans Hampstead en 1885, mais perd.
Campbell épouse Gertrude Elizabeth Blood (1857-1911), fille du propriétaire foncier irlandais Edmund Maghlin Blood, en 1881. Ils n'ont pas d'enfants et se séparent en 1884, en partie à cause de la ferme conviction de Gertrude Blood que Campbell l'a infectée par la syphilis. Une bataille juridique acrimonieuse s'ensuit en 1886, aboutissant au refus de divorcer de Gertrude. Le procès médiatique implique des accusations d'adultère des deux côtés et des visites du jury au domicile des Campbell à Londres au 79 Cadogan Place pour vérifier les témoignages sur ce que le majordome a vu à travers un trou de serrure des rencontres de Lady Colin Campbell avec d'autres hommes. Le couple reste marié jusqu'à la mort de Lord Colin à Bombay en 1895 de la syphilis ,.
Gertrude Elizabeth est une mondaine et écrivaine bien connue. Elle meurt en novembre 1911.